# Forestville (Ohio)
Forestville es un lugar designado por el censo ubicado en el condado de Hamilton en el estado estadounidense de Ohio. En el Censo de 2010 tenía una población de 10532 habitantes y una densidad poblacional de 1.091,95 personas por km².

## Geografía
Forestville se encuentra ubicado en las coordenadas 39°4′10″N 84°20′21″O / 39.06944, -84.33917. Según la Oficina del Censo de los Estados Unidos, Forestville tiene una superficie total de 9.65 km², de la cual 9.65 km² corresponden a tierra firme y (0%) 0 km² es agua.

## Demografía
Según el censo de 2010, había 10532 personas residiendo en Forestville. La densidad de población era de 1.091,95 hab./km². De los 10532 habitantes, Forestville estaba compuesto por el 93.44% blancos, el 1.41% eran afroamericanos, el 0.12% eran amerindios, el 2.52% eran asiáticos, el 0.14% eran isleños del Pacífico, el 0.33% eran de otras razas y el 2.04% pertenecían a dos o más razas. Del total de la población el 1.52% eran hispanos o latinos de cualquier raza.